# Karl 13. af Sverige
Karl 13. (født 7. oktober 1748, død 5. februar 1818) var konge af Sverige (som Karl 13.) fra 1809 og konge af Norge (som Karl 2.) fra 1814 til sin død i 1818. Han var den sidste svenske konge af fyrstehuset Holsten-Gottorp
Karl 13.s statsråd med kongen som regeringschef fungerede som Sveriges regering under Karl 13.

## Biografi
Han var søn af kong Adolf Frederik af Sverige og Lovisa Ulrika af Preussen. 
Han blev gift 7. juli 1774 med sin kusine Hedvig Elisabeth Charlotta af Oldenburg. De fik en søn i 1798 Prins Karl Adolf, hertug af Värmland, men han døde samme år. Da Karl besteg tronen i 1809 blev det derfor aktuelt at finde en anden arveprins og kongeparet adopterede den danske prins Christian August af Slesvig-Holsten-Sønderborg-Augustenborg og efter hans død den franske feltmarskal Jean-Baptiste Jules Bernadotte, som efterfulgte kongen som Karl 14. Johan (i Norge: Karl 3. Johan) og som reelt regerede landet allerede fra 1810.
Allerede i 1792 da Gustav 3. af Sverige (bror til Karl 13.) blev myrdet var Karl 13. formynder for den mindreårige Gustav 4. Adolf af Sverige, som på det tidspunkt var 13 år gammel. Reelt regerede Gustaf Adolf Reuterholm dog Sverige, indtil kongen blev myndig i 1796.